# 红毛马先蒿
红毛马先蒿（学名：Pedicularis rhodotricha）为列当科马先蒿属的植物，是中国的特有植物。分布在中国大陆的四川、云南等地，生长于海拔2,660米至4,000米的地区，常生于高山草地上，目前尚未由人工引种栽培。